# 時尚生活Guide

《時尚生活Guide》，是2009年香港亞洲電視一個以時尚潮流為主題的電視節目。最初由亞洲小姐姚佳雯，顏子菲，張家瑩，袁小曼以及藝員林小苑主持（部分現已辭演甚至離開亞視），其後有所更替。節目時長為每集10分鐘左右，由2009年6月1日起，逢周一至周五晚上11點40分首播，次日中午12點重播。
2010年3月23日起本節目由美肌の誌冠名贊助，故稱《美肌之誌特約 : 時尚生活Guide》。
2011年2月7日起本節目於配屬綜合節目《11點後特區》的節目之一，播出時間改為逢周一至周五晚上11點35分，時長為15分鐘，2011年3月18日停播。

## 節目內容
多為介紹當季最新的時裝，首飾，化妝品，數碼産品以及最新的電影和音樂資訊。

## 現任主持
- 呂晶晶
- 姚佳雯
- 顏子菲
- 戚黛黛
- 梁雪湄
- 譚杏藍
- 林紫君
- 張加慧
- 李麗珊

## 前任主持
- 王從希 （現已辭演）
- 張家瑩 （現已離開亞視）
- 林小苑 （現已辭演）
- 袁小曼 （現已離開亞視）